# کاپا

الفبا

کاپّا (بزرگ: Κ، کوچک: κیاϰ; (به یونانی: Κάππα)) دهمین حرف الفبای یونانی است، و در یونانی کلاسیک و مدرن با صدای ک تلفظ می‌شود. و در سیستم شمارش یونانی مقدار ۲۰ را دارد. این حرف از حرف کاف مشتق شده‌است. همردیف آن در زبان انگلیسی K و در سیریلیک کا است.

## نماد
در نظریه گراف، یالها با κ مشخص می‌شود.
در فیزیک ثابت دی‌الکتریک با κ مشخص می‌شود.
در فیزیک ثابت گرانشی انیشتین با کاپا مشخص می‌شود
| الفبای یونانی | الفبای یونانی | الفبای یونانی | الفبای یونانی | الفبای یونانی | الفبای یونانی | الفبای یونانی | الفبای یونانی | الفبای یونانی | الفبای یونانی | الفبای یونانی | الفبای یونانی | الفبای یونانی | الفبای یونانی | الفبای یونانی | الفبای یونانی | الفبای یونانی | الفبای یونانی | الفبای یونانی | الفبای یونانی | الفبای یونانی | الفبای یونانی | الفبای یونانی | الفبای یونانی |
| ------------- | ------------- | ------------- | ------------- | ------------- | ------------- | ------------- | ------------- | ------------- | ------------- | ------------- | ------------- | ------------- | ------------- | ------------- | ------------- | ------------- | ------------- | ------------- | ------------- | ------------- | ------------- | ------------- | ------------- |
| Αα            | Ββ            | Γγ            | Δδ            | Εε            | Ζζ            | Ηη            | Θθ            | Ιι            | Κκ            | Λλ            | Μμ            | Νν            | Ξξ            | Οο            | Ππ            | Ρρ            | Σσς           | Ττ            | Υυ            | Φφ            | Χχ            | Ψψ            | Ωω            |
|               |               |               |               |               |               |               | Ϝϝ*           | Ϛϛ*           | Ͱͱ*           | Ϻϻ*           | Ϙϙ*           | Ϟϟ*           | Ͳͳ*           | Ϡϡ*           | Ϸϸ*           |               |               |               |               |               |               |               |               |